# Снежни приятели
„Снежни приятели“ (на английски: Snow Buddies) е американски приключенски комедиен филм от 2008 г. и е вторият филм от поредицата „Децата на въздушния Бъд“. Той е издаден на DVD на 5 февруари 2008 г. Филмът се развива в измисления град на щата Аляска.
Това е последният филм в поредицата, в който участва самия Бъди, както и много други герои във филмите на „Въздушният Бъд“.

## В България
В България филмът е излъчен на 23 септември 2011 г. по Дисни Ченъл с нахсинхронен дублаж, записан в студио „Александра Аудио“. Екипът се състои от:
| Изпълнителен продуцент | Васил Новаков |
| Преводач               | Снежана Славкова |
| Озвучаващи артисти     | Златина Тасева Елена Пеева Силвия Петрова Таня Етимова Василка Сугарева Ивона Желева Елена Бойчева Надя Полякова Елеонора Петрова Даяна Ханджиева Веселин Калановски Георги Тодоров Живко Джуранов Христо Бонин Николай Пърлев Стефан Стефанов Илия Иванов Анатолий Божинов Росен Русев Петър Бонев Стоян Цветков Владимир Богатинов Филип Аврамов Иван Велчев И децата: Йоан Момчилов Васил Пейков Павел Пейков Даниел Кукушев |
| Тонрежисьор            | Пламен Чернев |
| Режисьор на дублажа    | Петър Върбанов |

На 24 декември 2012 г. се излъчва и по Нова телевизия с войсоувър дублаж на Диема Вижън, чието име не се споменава във финалните надписи. Екипът се състои от:
| Озвучаващи артисти  | Силвия Русинова Петя Миладинова Даниела Сладунова Александър Воронов Димитър Иванчев Георги Георгиев-Гого |
| Преводач            | Мая Мавродиева                                                                                            |
| Тонрежисьор         | Димитър Кукушев                                                                                           |
| Режисьор на дублажа | Димитър Кръстев                                                                                           |